# Asplenium serra
Asplenium serra es una especie de helecho de la familia Aspleniaceae, que se encuentra en el bosque húmedo, desde México hasta Argentina y en las Antillas, por debajo de los 3.200 m de altitud.

## Descripción
Es una hierba terrestre o rupícola epífita. Las frondas son arqueadas y largas, hasta de 1,5 m de longitud. Estípulas de color marrón purpúreo. Hojas pinnadas, con 14 a 24 pares de pinnas; raquis pardo purpúreo lustroso. Soros lineales, rectos o ligeramente curvados, de color castaño al madurar.